# Theo Evan
Theo Evan, właśc. Ewangelos Teodoru (gr. Ευάγγελος Θεοδώρου; ur. 16 maja 2002 w Nikozji) – cypryjski piosenkarz i autor tekstów. Reprezentant Cypru w 69. Konkursie Piosenki Eurowizji (2025).

## Życiorys
Urodził się w rodzinie greków cypryjskich. Młodość spędził w Nikozji, stolicy Cypru gdzie regularnie uczęszczał na zajęcia taneczne i śpiewał w chórze szkolnym. Po ukończeniu The English School w Nikozji przeprowadził się do Stanów Zjednoczonych, gdzie ukończył studia muzyczne na Berklee College of Music w Bostonie. Od tego czasu trzykrotnie został zaproszony do wystąpienia jako gość honorowy na uroczystości wręczenia dyplomów ukończenia studiów, gdzie wystąpił u boku takich artystów jak Missy Elliot, Pharrell Williams, John Legend czy Justin Timberlake. 
Po krótkim pobycie w Los Angeles powrócił do swojego rodzinnego miasta, aby kontynuować karierę muzyczną. W 2021 wydał swój debiutancki singel „The Wall”. W 2022 wystąpił jako statysta w drugim sezonie serialu Euforia. 
2 września 2024 cypryjski nadawca Cyprus Broadcasting Corporation (CyBC) ogłosił go reprezentantem Cypru podczas Konkursu Piosenki Eurowizji 2025 w Bazylei. Był to pierwszy raz od 2017 roku, gdy Cypr był reprezentowany w konkursie przez artystę urodzonego na Cyprze. 11 marca 2025 opublikował swój konkursowy utwór „Shh”. 13 maja wystąpił w pierwszym półfinale, jednak nie zakwalifikował się do finału.

## Kunszt
O twórczości Evana mówi się, że jest „inspirowana wszystkim, od Stromae po Michaela Jacksona i reggaeton”. Jego styl muzyczny jest opisywany jako „główny nurt mieszanki śródziemnomorskiego popu, przesycony mrocznymi i chropawymi tonami, uzupełniony świeżą, współczesną fuzją popu”.

## Dyskografia

### Single
| Rok  | Tytuł                    | Album |
| ---- | ------------------------ | ----- |
| 2021 | „The Wall”               | –     |
| 2022 | „So Cold”                | –     |
| 2022 | „Burn Us Down”           | –     |
| 2023 | „Save Me from Myself”    | –     |
| 2023 | „Dark Side”              | –     |
| 2024 | „The Cost of Losing You” | –     |
| 2024 | „Fading Dreams”          | –     |
| 2025 | „Fuego”                  | –     |
| 2025 | „Shh”                    | –     |
| 2025 | „Diafanis” (z Demy)      | –     |
| 2025 | „Don’t Kill My Summer”   | –     |
| 2025 | „Feggaria Kalokairina”   | –     |